# Mike Ezell
Walter Michael "Mike" Ezell, född 6 april 1959 i Pascagoula i Mississippi, är en amerikansk politiker (republikan). Han är ledamot av USA:s representanthus sedan 2023.
Ezell gick i skola i Pascagoula High School och avlade 1997 kandidatexamen vid University of Southern Mississippi. Han var sheriff i Jackson County i Mississippi 2014–2022.